# Cechenena scotti
Cechenena scotti là một loài bướm đêm thuộc họ Sphingidae. Nó được tìm thấy ở Ấn Độ, Nepal và Việt Nam.
Nó tương tự như Cechenena lineosa.